# Decasia
Pour plus de détails, voir Fiche technique et Distribution.
Decasia est un film collage américain écrit et réalisé par Bill Morrison, sorti en 2002 et comportant une musique originale de Michael Gordon. En 2013, Decasia a été inclus dans la sélection annuelle de 25 films cinématographiques du National Film Registry de la Bibliothèque du Congrès comme étant « culturellement, historiquement ou esthétiquement significatifs »,.

## Résumé
Le film est une méditation sur les vieux films muets en décomposition, présentant des extraits de films existants remontés et intégrés dans un nouveau récit. La critique Glen Kenny a décrit Decasia comme un « récit abstrait sur la mortalité dans toutes ses formes ».
Le film commence et se termine par des scènes de derviche et se conclut par de vieilles séquences montrant comment les films sont traités. Rien n'a été fait pour accélérer la décomposition des pellicules, dont certaines ont été copiées à partir des Moving Image Research Collections de l'Université de Caroline du Sud ainsi que des séquences de film en voie de détérioration que Bill Morrison a trouvées à la Bibliothèque du Congrès.
La bande sonore du film comprend plusieurs pianos désaccordés et un orchestre qui joue en décalage avec lui-même, ce qui renforce la nature fracturée et décomposée du film.
Plusieurs films qui ont été incorporés dans Decasia ont été identifiés : The Last Egyptian de J. Farrell MacDonald (1914) ; Truthful Tulliver de William S. Hart (1917) ; A Tokyo Siren de Norman Dawn (1920) ; The Man Who Could Not Sleep de John H. Collins (1915) ; Peace and Quiet d'Eddie Lyons (1921) et The Mind Cure de Phillips Smalley (1912). Diverses séquences d'actualités de Movietone News ont également été utilisées.

## Fiche technique
Sauf indication contraire, les informations mentionnées dans cette section peuvent être confirmées par la base de données cinématographiques IMDb,  présente dans la section « Liens externes ».
- Titre original et français : Decasia
- Réalisation et scénario : Bill Morrison
- Montage : Bill Morrison
- Musique : Michael Gordon
- Production : Bill Morrison
- Société de distribution : Icarus Films
- Pays d'origine :  États-Unis
- Format : noir et blanc — 1.33 : 1 — 35 mm — Dolby Digital
- Genre : Expérimental
- Durée : 67 minutes
- Dates de sortie :
  - États-Unis : janvier 2002 (Festival du film de Sundance)
  - France : 2 septembre 2004 (L'Étrange Festival)

## Postérité
En 2013, Decasia a été sélectionné pour être conservé par le National Film Registry. C'était le premier film du 21e siècle à être sélectionné. Decasia a été inclus dans le coffret de septembre 2014 des œuvres complètes de Bill Morrison, édité par Icarus Films.